# Diecezja Kaohsiung
Diecezja Kaohsiung (łac.: Dioecesis Kaohsiungensis) – rzymskokatolicka diecezja ze stolicą w Kaohsiung w Republice Chińskiej, wchodząca w skład Metropolii Tajpej. Siedziba arcybiskupa znajduje się w Katedrze Różańca Świętego w Kaohsiung. 

## Historia
- Diecezja Kaohsiung powstała 21 marca 1961.

## Biskupi
- ordynariusz: abp Peter Liu Cheng-chung

## Podział administracyjny
W skład diecezji Kaohsiung wchodzi 58 parafii

## Główne świątynie
- Katedra: Katedra Różańca Świętego w Kaohsiung